# John McClannahan Crockett

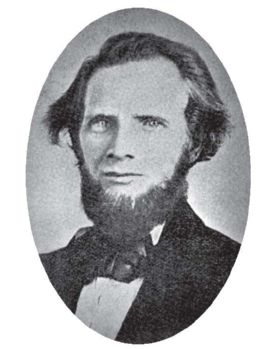
John McClannahan Crockett

John McClannahan Crockett (* 26. Dezember 1816 in Lancaster, Lancaster County, South Carolina; † 4. August 1887 in Dallas, Texas) war ein US-amerikanischer Politiker. Zwischen 1861 und 1863 war er Vizegouverneur des Bundesstaates Texas.

## Werdegang
John Crockett absolvierte die Franklin Academy in seiner Geburtsstadt Lancaster und arbeitete danach in Camden im Handel. Im Jahr 1836 zog er in das Obion County in Tennessee, wo er zusammen mit einem Partner ein Warengeschäft betrieb. Nach einem Jurastudium und seiner 1844 erfolgten Zulassung als Rechtsanwalt begann er in diesem Beruf zu arbeiten. Im Jahr 1847 zog er nach Paris in Texas, wo er für einige Monate als Buchhalter beschäftigt war. Im folgenden Jahr zog er nach Dallas und praktizierte dort als Anwalt. Gleichzeitig schlug er als Mitglied der Demokratischen Partei eine politische Laufbahn ein. Er bekleidete zunächst einige lokale Ämter, ehe er im Jahr 1851 in das Repräsentantenhaus von Texas gewählt wurde. Zwischen 1857 und 1860 war er Bürgermeister von Dallas. Im Jahr 1859 war er auch als Wetterbeobachter in Dallas für die Smithsonian Institution tätig.
1860 wurde Crockett an der Seite von Francis Lubbock zum Vizegouverneur von Texas gewählt. Dieses Amt bekleidete er zwischen 1861 und 1863. Dabei war er Stellvertreter des Gouverneurs und Vorsitzender des Staatssenats. Diese Zeit war von den Ereignissen des Bürgerkrieges geprägt. Texas und Crockett standen im Lager der Konföderierten Staaten. Nach seiner Zeit als Vizegouverneur wurde Crockett Leiter einer Waffenfabrik in Lancaster (Texas). Im Jahr 1872 war er an der Gründung der Firma Dallas Grain, Elevator, and Flouring Company beteiligt. Er war Mitglied mehrerer Organisationen und Vereinigungen, darunter auch die Freimaurer. John Crockett starb am 4. August 1887 in Dallas.